# سویق (عمان)
 شهرستان سویق  (به عربی:  ولایة السویق ) یکی از شهرستانهای استان باطنه شمالی در منطقهٔ باطنه در کشور پادشاهی عمان است.

## جمعیت
جمعیت آن در حدود ۸۵ هزار نفر می‌باشد.